# Зелене (зупинний пункт)
Зел́ене (біл. Зялё́нае) — пасажирський залізничний зупинний пункт Мінського відділення Білоруської залізниці на лінії Мінськ — Молодечно  між колійним постом Крижовка та станцією Білорусь. Розташований у однойменному селі Зелене Мінського району Мінської області.
Поруч розташовані садівничі товариства та дитячі оздоровчі табори. За 0,5 км від зупинного пункту пролягає автошлях Р28 Мінськ — Молодечно, яким курсують приміські автобуси у напрямку Мінська.

## Історія
Зупинний пункт відкритий 1951 року. 1963 року електрифікований змінним струмом (~25 кВ) в складі дільниці Мінськ — Олехновичі.
2011 року, у зв'язку з реалізацією проєкту запуску міської електрички, зупинний пункт був реконструйований.

## Пасажирське сполучення
На платформі Зелене зупиняються електропоїзди першої лінії міської електрички за маршрутом Мінськ — Білорусь та електропоїзди регіональних ліній економкласу до станцій Гудогай, Мінськ-Пасажирський, Молодечно. 
Час у дорозі від станції Мінськ-Пасажирський електропоїздами міських та регіональних ліній економкласу з усіма зупинками складає приблизно 35 хвилин.